# Пискова Лхота (Млада Болеслав)
Пискова Лхота (чеш. Písková Lhota) је насељено мјесто са административним статусом сеоске општине (чеш. obec) у округу Млада Болеслав, у Средњочешком крају, Чешка Република.

## Становништво
Према подацима о броју становника из 2014. године насеље је имало 699 становника.